# أندرو لورد
أندرو لورد هو لاعب هوكي الجليد كندي، ولد في 22 فبراير 1985 في فانكوفر الغربية في كندا.

## وصلات خارجية
- أندرو لورد على موقع دوري الهوكي الوطني (الإنجليزية)
- أندرو لورد على موقع EliteProspects.com (الإنجليزية)
- أندرو لورد على موقع HockeyDB.com (الإنجليزية)